# Porta Nuova (métro de Turin)
Pour les articles homonymes, voir Porta Nuova.
Porta Nuova est une station de la ligne 1 du métro de Turin qui dessert la gare de Turin-Porta-Nuova, principale gare ferroviaire de la ville.

## Galerie

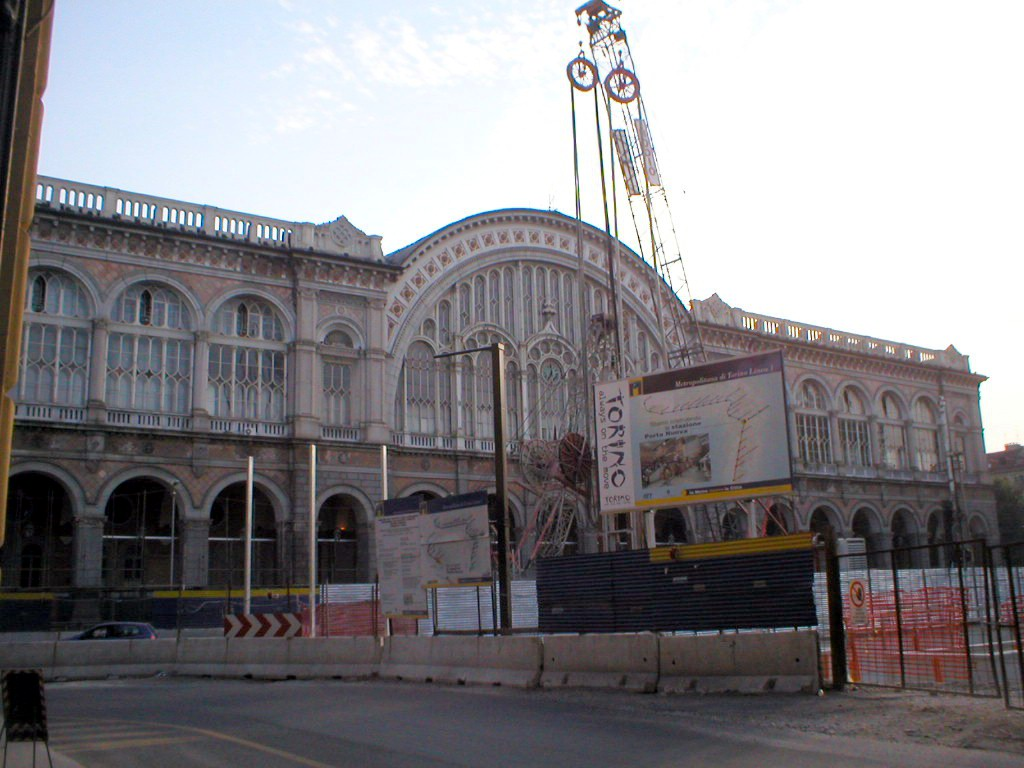
La station en construction en juillet 2004 devant la façade principale de la Gare de Turin-Porta-Nuova